# Archibald Hamilton, IX duca di Hamilton
Archibald Douglas-Hamilton, IX duca di Hamilton (15 luglio 1740 – Ashton Hall, 16 febbraio 1819), è stato un nobile e politico scozzese.

## Biografia

### Infanzia ed educazione
Archibald era il figlio maggiore di James Hamilton, V duca di Hamilton, e della sua terza moglie, Anne Spencer. Studiò a Eton College.

### Carriera politica e ascesa al Ducato
Nel 1768, Hamilton divenne membro del Parlamento per il Lancashire, carica che mantenne fino al 1772. Nel 1799, ereditò i titoli dal nipote Douglas Hamilton e fu nominato suo successore come Lord Luogotenente del Lanarkshire.

### Passione per le corse di cavalli
Hamilton fu alla sua epoca una figura di spicco nel mondo delle corse di cavalli purosangue. Tra il 1786 e il 1814 i suoi cavalli vinsero sette corse dei St. Leger Stakes a Doncaster.

### Matrimonio
Il 25 maggio 1765, sposò Lady Harriet Stewart, figlia del Alexander Stewart, VI conte di Galloway ed ebbero cinque figli.

### Morte
Morì il 16 febbraio 1819, all'età di 78 anni, presso Ashton Hall, Lancashire. Fu sepolto a St. Mary's Church, Lancaster.

## Discendenza
Dal matrimonio tra Archibald e Lady Harriet Stewart nacquero:
- Lady Anne (1766-10 ottobre 1846);
- Alexander Hamilton, X duca di Hamilton (1767-1852);
- Lord Archibald (1769-1827);
- Lady Charlotte (1772-1827), sposò Edward St Maur, XI duca di Somerset, ebbero tre figli;
- Lady Susan (1774-1846), sposò George Murray, V conte di Dunmore, ebbero tre figli.

## Ascendenza
|                                         |              |                                         | Genitori                                |  |  | Nonni |  |  | Bisnonni                            |  |  | Trisnonni                              |  |
|                                         |              |                                         |                                         |  |  |       |  |  | William Douglas, I conte di Selkirk |  |  | William Douglas, I marchese di Douglas |  |
|                                         |              |                                         |                                         |  |  |       |  |  | William Douglas, I conte di Selkirk |  |  | William Douglas, I marchese di Douglas |  |
|                                         |              | lady Mary Gordon                        |                                         |  |  |       |  |  | William Douglas, I conte di Selkirk |  |  |                                        |  |
| James Hamilton, IV duca di Hamilton     |              |                                         |                                         |  |  |       |  |  | William Douglas, I conte di Selkirk |  |  |                                        |  |
|                                         |              | Anne Hamilton, III duchessa di Hamilton | James Hamilton, I duca di Hamilton      |  |  |       |  |  |                                     |  |  |                                        |  |
|                                         |              | Anne Hamilton, III duchessa di Hamilton | James Hamilton, I duca di Hamilton      |  |  |       |  |  |                                     |  |  |                                        |  |
|                                         |              | Anne Hamilton, III duchessa di Hamilton | lady Margaret Feilding                  |  |  |       |  |  |                                     |  |  |                                        |  |
| James Hamilton, V duca di Hamilton      |              | Anne Hamilton, III duchessa di Hamilton |                                         |  |  |       |  |  |                                     |  |  |                                        |  |
|                                         |              | Digby Gerard, V barone Gerard           | Charles Gerard, IV barone Gerard        |  |  |       |  |  |                                     |  |  |                                        |  |
|                                         |              | Digby Gerard, V barone Gerard           | Charles Gerard, IV barone Gerard        |  |  |       |  |  |                                     |  |  |                                        |  |
|                                         |              | Digby Gerard, V barone Gerard           | Jane Digby                              |  |  |       |  |  |                                     |  |  |                                        |  |
| hon. Elizabeth Gerard                   |              | Digby Gerard, V barone Gerard           |                                         |  |  |       |  |  |                                     |  |  |                                        |  |
|                                         |              | lady Elizabeth Gerard                   | Charles Gerard, I conte di Macclesfield |  |  |       |  |  |                                     |  |  |                                        |  |
|                                         |              | lady Elizabeth Gerard                   | Charles Gerard, I conte di Macclesfield |  |  |       |  |  |                                     |  |  |                                        |  |
|                                         |              | lady Elizabeth Gerard                   | Jeanne de Civelle                       |  |  |       |  |  |                                     |  |  |                                        |  |
| Archibald Hamilton, IX duca di Hamilton |              | lady Elizabeth Gerard                   |                                         |  |  |       |  |  |                                     |  |  |                                        |  |
|                                         | John Spencer | Edward Spencer                          |                                         |  |  |       |  |  |                                     |  |  |                                        |  |
|                                         | John Spencer | Edward Spencer                          |                                         |  |  |       |  |  |                                     |  |  |                                        |  |
|                                         | John Spencer | Judith Scrivener                        |                                         |  |  |       |  |  |                                     |  |  |                                        |  |
| Edward Spencer                          | John Spencer |                                         |                                         |  |  |       |  |  |                                     |  |  |                                        |  |
|                                         |              | Anne Rivett                             | …                                       |  |  |       |  |  |                                     |  |  |                                        |  |
|                                         |              | Anne Rivett                             | …                                       |  |  |       |  |  |                                     |  |  |                                        |  |
|                                         |              | Anne Rivett                             | …                                       |  |  |       |  |  |                                     |  |  |                                        |  |
| Anne Spencer                            |              | Anne Rivett                             |                                         |  |  |       |  |  |                                     |  |  |                                        |  |
|                                         |              | …                                       | …                                       |  |  |       |  |  |                                     |  |  |                                        |  |
|                                         |              | …                                       | …                                       |  |  |       |  |  |                                     |  |  |                                        |  |
|                                         |              | …                                       | …                                       |  |  |       |  |  |                                     |  |  |                                        |  |
| Anne Baker                              |              | …                                       |                                         |  |  |       |  |  |                                     |  |  |                                        |  |
|                                         |              | …                                       | …                                       |  |  |       |  |  |                                     |  |  |                                        |  |
|                                         |              | …                                       | …                                       |  |  |       |  |  |                                     |  |  |                                        |  |
|                                         |              | …                                       | …                                       |  |  |       |  |  |                                     |  |  |                                        |  |
|                                         |              | …                                       |                                         |  |  |       |  |  |                                     |  |  |                                        |  |